# Santiago Figueredo
Santiago María Figueredo (Montevideo, 8 o 9 de setiembre de 1781 - Buenos Aires, 22 de febrero de 1832) fue un sacerdote católico uruguayo-argentino, de importante participación en la política de ambos países en la primera mitad del siglo XIX y rector de la Universidad de Buenos Aires.

## Biografía
Hijo de Santiago Figueredo, porteño de origen portugués y de Ana María Grueso. Sus padres, matrimonio humilde, tuvieron además dos hijas que fallecieron tempranamente. Estudió en el Colegio San Francisco de su ciudad natal y en el Colegio de San Carlos de Buenos Aires, lo que le generó vínculos con jóvenes de las familias más distinguidas de la sociedad porteña. Encaminado a la carrera eclesiástica, estudió filosofía desde 1795 a 1797, como alumno de Diego Estanislao Zavaleta. Entre 1798 y 1800, cursó teología. Sus profesores fueron Carlos J. Montero y Matías Camacho. Por razones económicas debió abandonar el Colegio y regresó a Montevideo en 1803. Apoyado por personas amigas, reanudó los estudios en el Seminario al año siguiente. Fue ordenado sacerdote el 20 de diciembre de 1806 por el obispo de Buenos Aires Benito Lué y Riega, en la Iglesia de San Juan, de las Monjas Capuchinas.
Fue cura adjunto de la iglesia matriz de Montevideo, y durante las Invasiones Inglesas fue capellán del 2º Batallón del Cuerpo de Voluntarios del Río de la Plata.
En 1808 fue nombrado teniente cura de Pando. Ese mismo año fue nombrado párroco de Nuestra Señora del Luján, en la Villa del Pintado, en el actual departamento de Florida. Viendo que por su ubicación la villa estaba siendo abandonada por los vecinos, Figueredo propone al Cabildo de Montevideo el traslado de la población a una estancia en la rinconada que forman el arroyo Pintado y el río Santa Lucía Chico. El Cabildo pide un informe a su síndico procurador, Bernardo Suárez de Rondelo, propietario de la pulpería del Pintado. A partir de ese informe, el Cabildo decide la fundación de una nueva Villa, afectando a ello los terrenos de su Estancia. Así, el 24 de abril de 1809 se realizan simultáneamente dos acciones: la fundación de la Villa de San Fernando de la Florida Blanca, por mandato del Cabildo de Montevideo, ejecutado por Suárez de Rondelo, con los servicios del coronel agrimensor Prudencio Murguiondo y el traslado de la parroquia Nuestra Señora del Luján ejecutado por Figueredo. El nombre de la población es un homenaje al Rey Fernando VII, "el Deseado", entonces prisionero de Napoleón Bonaparte y al válido y favorito real español de inicios del siglo XIX, el Conde de Floridablanca, organizador de la resistencia española contra la invasión francesa, fallecido meses antes.
Apoyó la Revolución de Mayo y la revuelta de Montevideo dirigida por Prudencio Murguiondo, de julio de 1810, que fue aplastada por los realistas. Huyó a Buenos Aires, donde le asignaron el curato de San Nicolás de los Arroyos en forma interina. Allí protegió a los sobrevivientes de la derrota de la escuadra de Juan Bautista Azopardo, derrotado en el combate de San Nicolás, el 2 de marzo de 1811.
Regresó a la Banda Oriental en apoyo de las fuerzas de José Artigas. Retoma el curato del Pintado y desde allí escribe a Artigas, manifestándole su adhesión, y contándole su trabajo en favor de la revolución:

he introducido en la Campaña las Gazetas de Buenos - ayres, por cuia lectura y mis sesiones particulares he conseguido desengañar á mas de quatro, que alucinados con las ridículas amenazas é insignificantes promesas del tirano, o ignorantes de nuestros incalculables progresos, paralizaban sus deseos en medio de Tantas incertidumbres.
Toda la gente de que constan los seis partidos demi comprehension estan prontos á rehunirsele en el momento, que vmd. se acerque, y Yo por mi parte, quedo formalizando una Compañia devecinos hacendados, q.- en mi compañia se agregaran áservir voluntarios y sin gravamen alguno de Erario - manteniendonos siempre á nuestra costta.

Pocos días antes de la batalla de Las Piedras se le encuentra en la parroquia de Nuestra Señora de Guadalupe, Canelones, cuyo párroco era Valentín Gómez. Ambos participarán en la batalla, recibiendo los elogios de Artigas:

no olvidaré hacer presente á V. E. los distinguidos servicios de los presbíteros Dr. D. José Valentin Gomez, y don Santiago Figueredo, curas vicarios, éste de la Florida y aquel de Canelones; ambos no contentos con haber colectado con activo celo varios donativos patrióticos, con haber seguido las penosas marchas del ejército participando de las fatigas del soldado, con haber ejercido las funciones de su sagrado ministerio en
todas las ocasiones que fueron precisas, se convirtieron en el acto de la batalla én bravos campeones, siendo de los primeros que avanzaron sobre las filas enemigas con desprecio del peligro, y como verdaderos militares.

Artigas lo nombró capellán de sus fuerzas unos días después de la batalla, cargo que ocupó durante el primer sitio de Montevideo. En esos días Figueredo hizo una colecta ("suscripción") en favor de los prisioneros rescatados del Paraguay, que entregó a Artigas y que éste, a su vez, remitió a José Rondeau.
Acompañó a los orientales en el éxodo con que se negaron a reconocer la autoridad realista que les había asignado el tratado entre la Junta Grande y el virrey Elío. El 24 de noviembre de 1811 Artigas solicitó al Gobierno de Buenos Aires el nombramiento de Figueredo como capellán para "este egercito seguido de innumerable Pueblo". El Gobierno señalará la incompatibilidad del cargo con el del Curato de San Fernando de la Florida que Figueredo aún detenta. Éste renuncia al mismo y, el 16 de marzo de 1812 es nombrado "Capellán castrense del Rgto. de Blandengues y Exto. Oriental". Posteriormente, dona el sueldo que le corresponde en ese cargo "Para las urgencias de la Patria por el término de un año contado desde. la fha de mi propuesta".
Regresó a Montevideo al establecerse el segundo sitio.
Sus relaciones con Artigas comenzaron a hacerse conflictivas, y prefirió hacer amistad con Manuel de Sarratea; por indicación  de éste, trató de sobornar a algunos de sus oficiales para que reconocieran la autoridad del Triunvirato. Enterado, el caudillo exigió que fuera expulsado de la Banda Oriental.
Se trasladó a Buenos Aires, donde se incorporó a la Logia Lautaro. Tras el rechazo de los diputados orientales, el general José Rondeau reunió un grupo de adictos al gobierno porteño y les hizo elegir diputados a la Asamblea del año XIII. Uno de ellos fue Figueredo, que fue un firme aliado de Alvear y enemigo de Artigas.
En septiembre de 1814 fue nombrado cura vicario del Ejército del Norte. Pero, estando en camino, al pasar por Córdoba, gestionó y obtuvo el título de doctor en derecho civil, lo que le hizo perder muchos meses. Regresó a Buenos Aires al saber que el Ejército del Norte había rechazado a Alvear, y apoyó su breve gobierno.
En julio de 1815, meses después del derrocamiento de Alvear, fue condenado a destierro en la Guardia del Monte. Recién en septiembre del año siguiente recuperó la libertad, por orden de Pueyrredón y con permiso del Congreso de Tucumán.
En 1818 fue nombrado canónigo de la catedral porteña. Apoyó la política religiosa de Bernardino Rivadavia, pero se fue distanciando del partido unitario, y durante su gobierno se destacó como opositor. En 1827 fue elegido diputado provincial por el Partido Federal y fue uno de los electores y principales apoyos de Manuel Dorrego.
Se opuso a la revolución del general Lavalle, aunque no fue perseguido por éste. A fines de 1829, bajo el gobierno de Juan José Viamonte, fue miembro de la comisión de justicia militar. Fue uno de los más entusiastas aliados del gobierno de Juan Manuel de Rosas y lo apoyó desde la legislatura.
El 23 de agosto de 1830 fue elegido rector de la Universidad de Buenos Aires, en reemplazo de Valentín Gómez. Su acción estuvo destinada a reorganizarlo tras el desorden en que la habían dejado las persecuciones durante y después del gobierno de Lavalle. Reemplazó a algunos profesores emigrados por otros, reconocidos como federales.
Durante un juicio civil, protagonizó una muestra del avance del gobierno de Rosas sobre los demás poderes del Estado: se negó a aceptar una sentencia en su contra, dictada en última instancia, y apeló a Rosas, que – contra lo establecido por las normas judiciales del momento – ordenó que la causa fuera reabierta. Terminó confirmándose la sentencia.
Renunció a su rectorado en octubre de 1831, dejando como cuarto rector al padre Paulino Gari, porque se hallaba gravemente enfermo. Falleció en Buenos Aires en febrero de 1832, en momentos en que proyectaba un regreso a su Patria.